# Com'è bello far l'amore
Pour plus de détails, voir Fiche technique et Distribution.
Com'è bello far l'amore est un film italien réalisé par Fausto Brizzi, sorti en 2012, avec Fabio De Luigi, Claudia Gerini, Filippo Timi et Giorgia Würth (it) dans les rôles principaux.

## Synopsis
Andrea (Fabio De Luigi) et Giulia (Claudia Gerini) forment un couple heureux, dans la quarantaine, avec un enfant, une belle maison et une vie paisible. Mais, comme de nombreux couples de leur âge, ils n'ont pratiquement plus aucune relation sexuelle. Le quotidien du couple prend une nouvelle tournure lorsque Max Lamberti (Filippo Timi), un vieil ami de Giulia qui est une ancienne star de films d'adultes, leur rend visite. 

## Fiche technique
- Titre : Com'è bello far l'amore
- Titre original : Com'è bello far l'amore
- Réalisation : Fausto Brizzi
- Scénario : Fausto Brizzi, Marco Martani et Andrea Agnello (it)
- Photographie : Marcello Montarsi
- Montage : Luciana Pandolfelli
- Musique : Bruno Zambrini
- Scénographie : Maria Stilde Ambruzzi (it)
- Costumes : Monica Simeone
- Producteur : Fausto Brizzi, Mario Gianani et Lorenzo Mieli (it)
- Société(s) de production : Medusa Film et Wildside (it), avec la collaboration de Mediaset Premium, RDS, Sky Cinema (it) et Technicolor SA
- Pays d'origine :  Italie
- Langue : Italien
- Format : Couleur
- Genre : Comédie
- Durée : 97 minutes
- Dates de sortie : Italie : 10 février 2012

## Distribution
- Fabio De Luigi: Andrea
- Claudia Gerini: Giulia
- Filippo Timi: Max Lamberti
- Giorgia Würth (it): Vanessa
- Alessandro Sperduti (it): Simone
- Virginia Raffaele: Juanita
- Mago Forest (it): Claudio
- Michela Andreozzi (it): Daniela
- Eleonora Bolla: Alice
- Gledis Cinque: Martina
- Yohana Allen: Jody
- Andrea De Rosa (it): un accessoiriste
- Chiara Mastalli: une fille
- Margherita Buy
- Pasquale Petrolo (it)
- Marco Rossi (it)
- Enzo Salvi (it)
- Laura Squizzato (it)
- Silvia Squizzato (it)
- Franco Trentalance (it)

## Autour du film
- Plusieurs personnalités italiennes réalisent des caméos au cours du film, comme l'actrice Margherita Buy, l'ancien acteur pornographique Franco Trentalance (it), l'acteur et humoriste Pasquale Petrolo (it), le sexologue Marco Rossi (it), le comique Enzo Salvi ou les présentatrices et sœurs jumelles Laura (it) et Silvia Squizzato (it).
- Le film a été tourné dans la ville de Rome.

## Distinctions

### Prix
- Globe d'or de la meilleure comédie en 2012.
- Prix Flaiano de la meilleure interprétation féminine en 2012 à Claudia Gerini.

### Nominations
- Ruban d'argent de la meilleure actrice en 2012 à Claudia Gerini.